# Ulrich Cegla
Ulrich H. Cegla (* 1942 in Wattenscheid, jetzt Bochum) ist ein deutscher Mediziner, Universitätsprofessor, Erfinder und Fachautor.
Cegla wurde 1967 an der medizinischen Fakultät der Ruprecht-Karls-Universität Heidelberg zum Dr. med. promoviert. Er ist Facharzt für Lungen- und Bronchialheilkunde, Innere Medizin, Allergologie, Sozialmedizin, Physikalische Therapie und Psychotherapie.
Cegla wirkte bis zu seiner Emeritierung als Hochschulprofessor an der Albert-Ludwigs-Universität Freiburg mit dem Spezialgebiet Pneumologie und betätigte sich als Entwickler medizintechnischer Geräte zur Diagnostik und Therapie der Atemwege.
Ulrich Cegla war langjähriger ärztlicher Direktor der Hufelandklinik in Bad Ems sowie niedergelassener Internist und Pneumologe. Er fungiert als Berater des mittelständischen Unternehmens CEGLA-Medizintechnik in Montabaur und ist Mitglied im wissenschaftlichen Beirat der Patientenorganisation Lungenemphysem-COPD Deutschland.

## Publikationen (Auswahl)
- Die idiopathisch fibrosierende Alveolitis: d. interstitiellen Lungenfibrosen. Stuttgart, 1977.
- Lungengeräusche : Entstehung und differential-diagnostische Bedeutung. Nürnberg, 1983.
- Was tun bei Atemwegserkrankungen? Stuttgart, 1987.
- Beiträge zur Epidemiologie chronisch obstruktiver Atemwegserkrankungen. Köln, 1987.
- Peak-Flow-Meter. Frankfurt a. M., 1990.
- Atem-Techniken: physiotherapeutische, psychologische und apparative Hilfen zur Erleichterung von Atemnot. Stuttgart, 1992.
- Bronchiale Hyperreagibilität. Karlsruhe, 1992.
- Einfache Lungenfunktionsmessung in der Praxis. Karlsruhe, 1995.